# Karl Shiels
Karl Shiels (Irlanda, 1972-14 de julio de 2019) fue un actor irlandés. Trabajó para cine y televisión y entre sus papeles más destacados se cuentan apariciones en Fair City, Batman Begins o Peaky Blinders.